# 300 هـ
300 هـ هي سنة في التقويم الهجري امتدت مقابلةً في التقويم الميلادي بين سنتي 912 و913.

## أحداث
- تولي عبد الرحمن الناصر إمارة الأندلس

## مواليد
- أبو الفرج الشنبوذي
- ابن العميد

## وفيات
- أحمد بن عبد الله بن عباد
- إبراهيم بن موسى بن جميل
- قسطا بن لوقا
- عبد الله بن محمد بن عبد الرحمن
- أحمد بن عبدالله بن عباد